# Уазле-э-Грашо
Уазле́-э-Грашо́ (фр. Oiselay-et-Grachaux) — коммуна во Франции, находится в регионе Франш-Конте. Департамент — Верхняя Сона. Входит в состав кантона Жи. Округ коммуны — Везуль.
Код INSEE коммуны — 70393.

## География

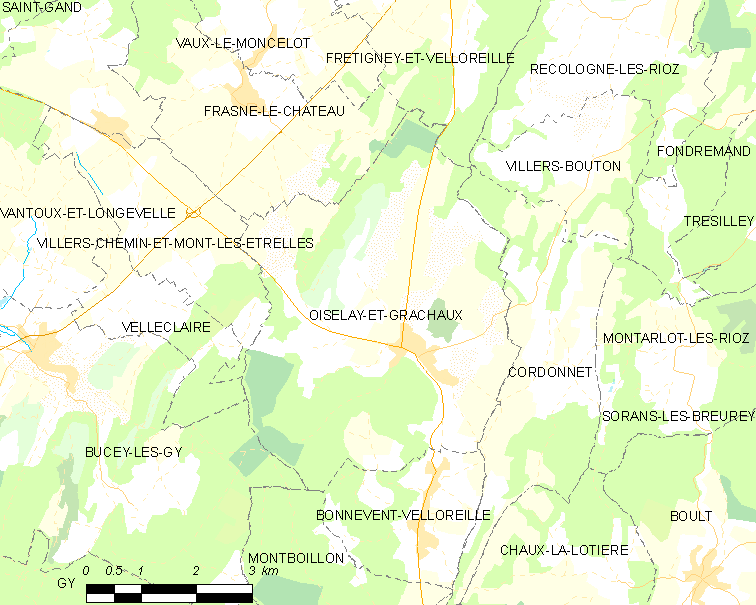
Карта коммуны

Коммуна расположена приблизительно в 310 км к юго-востоку от Парижа, в 21 км севернее Безансона, в 28 км к юго-западу от Везуля.

## Население
Население коммуны на 2010 год составляло 397 человек.
| 1962 | 1968 | 1975 | 1982 | 1990 | 1999 | 2010 |
| ---- | ---- | ---- | ---- | ---- | ---- | ---- |
| 319  | 332  | 326  | 362  | 371  | 381  | 397  |

## Администрация
| Период | Период | Фамилия         | Партия | Примечания |
| ------ | ------ | --------------- | ------ | ---------- |
| 2001   | 2008   | Андре Ларош     |        |            |
| 2008   | 2014   | Кристоф Рансейе |        |            |

## Экономика
В 2010 году среди 262 человек трудоспособного возраста (15—64 лет) 213 были экономически активными, 49 — неактивными (показатель активности — 81,3 %, в 1999 году было 70,3 %). Из 213 активных жителей работали 200 человек (111 мужчин и 89 женщин), безработными было 13 (7 мужчин и 6 женщин). Среди 49 неактивных 17 человек были учениками или студентами, 23 — пенсионерами, 9 были неактивными по другим причинам.

## Достопримечательности
- Церковь Усекновения главы Св. Иоанна Крестителя (XVIII век). Исторический памятник с 2007 года[3]